# 1935-ös munka ünnepi hurrikán

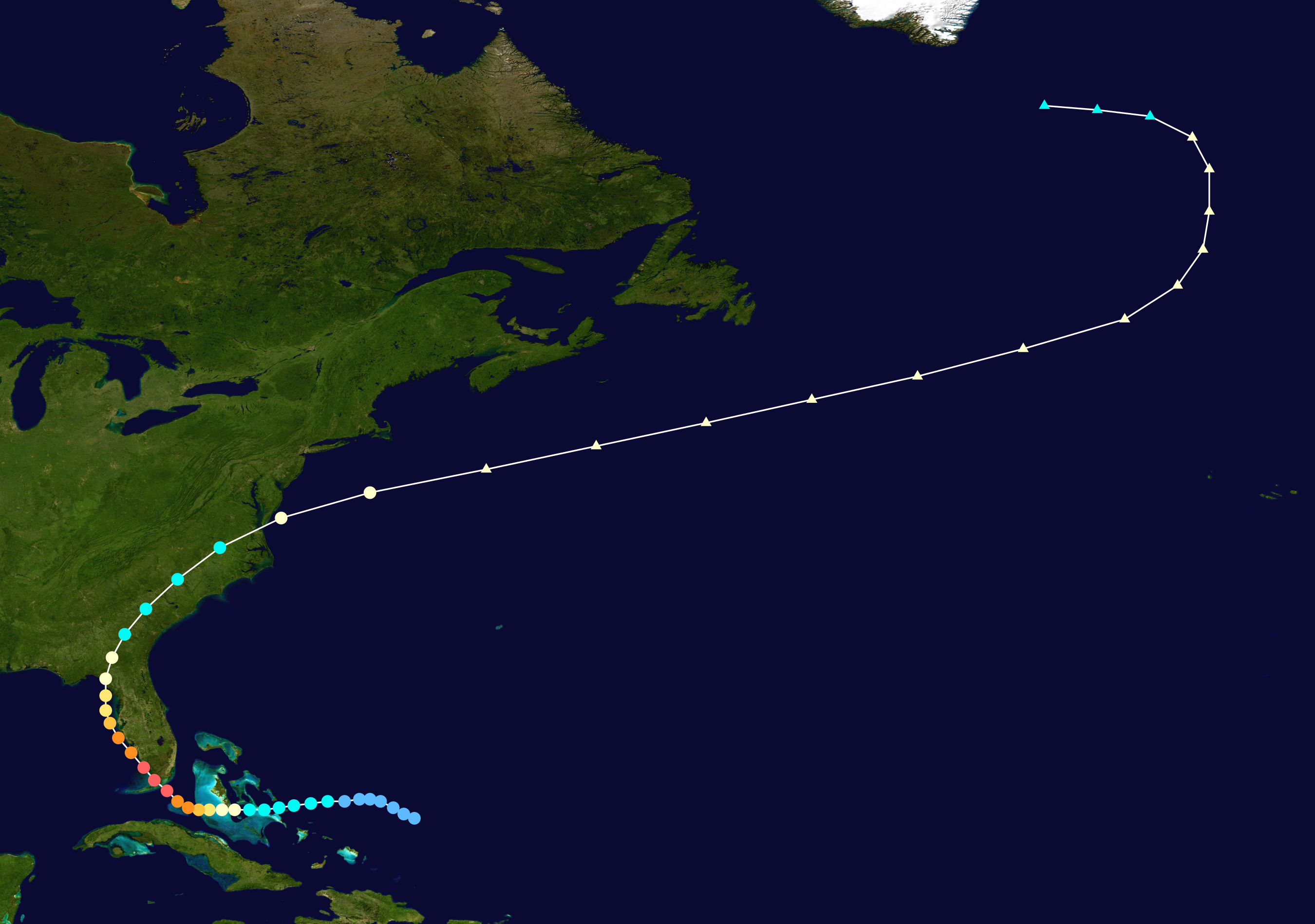
A hurrikán útja

Az 1935-ös munka ünnepi hurrikán (korábbi nevén a Hurricane Three, Hármas hurrikán) a legnagyobb intenzitású atlanti hurrikán volt, ami rekord méretű nyomást hozott létre, és a 2019-es Dorian hurrikánnal közösen ez okozta a legnagyobb földcsuszamlást. A mért legnagyobb sebessége 295 km/h volt. Az 1988-as Gilbert hurrikánig ez volt a legintenzívebb hurrikán. Ez volt az 1935-ös hurrikánszezon negyedik trópusi ciklonja, harmadik trópusi vihara, második hurrikánja és második ún. „major hurrikánja” (a Saffir–Simpson-féle hurrikánskálán az 1–3. kategória). A munka ünnepe napi hurrikán annak a négy 5-ös erősségű hurrikánnak az egyike volt, mely a szárazföldi USA-t is elérte. A másik három az 1992-es Andrew hurrikán, az 1969-es Camille hurrikán és a 2018-as Michael hurrikán volt. A nyomást tekintve ez volt az 1988-as Gilbert hurrikán és a 2005-ös Wilma hurrikán után a harmadik legerősebb.

## Fordítás
Ez a szócikk részben vagy egészben  a(z)   1935 Labor Day hurricane című angol Wikipédia-szócikk fordításán alapul.  Az eredeti cikk szerkesztőit annak laptörténete sorolja fel. Ez a jelzés csupán a megfogalmazás eredetét és a szerzői jogokat jelzi, nem szolgál a cikkben szereplő információk forrásmegjelöléseként.